# 洪格尔高勒镇
洪格尔高勒镇，是中华人民共和国内蒙古自治区锡林郭勒盟阿巴嘎旗下辖的一个乡镇级行政单位。

## 行政区划
洪格尔高勒镇下辖以下地区：
巴彦呼格吉勒图嘎查、辉腾高勒嘎查、哈夏图嘎查、巴彦高勒嘎查、巴彦布日都嘎查、巴彦青格尔嘎查、萨如拉嘎查、岗根锡力嘎查、巴彦洪格尔嘎查、伊和宝拉格嘎查、萨如拉锡力嘎查和阿拉坦图格日格嘎查。

## 名胜
- 杨都庙